# Contea di Massac
La contea di Massac ( in inglese Massac County ) è una contea dello Stato dell'Illinois, negli Stati Uniti. La popolazione al censimento del 2000 era di 15 161 abitanti. Il capoluogo di contea è Metropolis.